# Relianceïta-(K)
La relianceïta-(K) és un mineral de la classe dels minerals orgànics.

## Característiques
La relianceïta-(K) és un oxalat de fórmula química K₄Mg(V4+O)₂(C₂O₄)(PO₃OH)₄(H₂O)10. Es tracta d'una espècie aprovada per l'Associació Mineralògica Internacional, i publicada per primera vegada el 2021. Cristal·litza en el sistema monoclínic. La seva duresa a l'escala de Mohs és 2,5. Químicament és una mica similar a la davidbrownita-(NH4), un altre mineral vanadil-oxalat-fosfat.
L'exemplar que va servir per a determinar l'espècie, el que es coneix com a material tipus, es troba conservat a les col·leccions mineralògiques del Museu d'Història Natural del Comtat de Los Angeles, a Los Angeles (Califòrnia) amb el número de catàleg: 75275.

## Formació i jaciments
Va ser descoberta a la mina Rowley, situada a la localitat de Theba, dins el districte miner de Painted Rock, al comtat de Maricopa (Arizona, Estats Units), on es troba en forma de cristalls prismàtics de fins a 0,1 mm de llargada. Aquesta mina estatunidenca és l'únic indret de tot el planeta on ha estat descrita aquesta espècie mineral.